# طاغية الحب
طاغية الحب (恋愛暴君، lit. Ren'ai Bōkun),
هي سلسلة مانغا كوميديا من تأليف ماغاني ميهوشي، تنشر مباشرة على موقع أبليكس كوميك ميتيور منذ 2012. جمعت في 7 مجلدات تانكوبون. تم إعلان عن أنمي وعرض من أبريل 6، 2017  إلى يونيو 22، 2017.

## قصة
مفكرة قبل هي مفكرة قوية تستطيع أن تجعل أي شخصين يكتب إسميهما فيها يقعان في حب بعضهما، عبر تقبيل بعضهما. هذه أداة سحرية لملاك إسمه غوري التي عملها كإله الحب هو إنشاء مرتبطين، لكن بخطأ كتبت اسم أينو سيجي، طالب ثانوية عادي، وإلم يقبل أحدا، غوري ستموت، غوري أقترحت أن يقبل من يحب، هياما أكاني، أشهر فتاة في ثانوية، أكاني وسيجي يصبحان معا، لكن بعد اعتراف غوري بحبها لسيجي أيضا. ما بدا رائما للبعض كان جحيما لسيجي، الذي يريد فقط علاقة عادية مع فتيات.

## شخصيات
سيجي أينو (藍野 青司 Aino Seiji)
أداء صوتي: كينشو أونو 
بطل رئيسي للقصة.
غوري (グリ)
أداء صوتي: يوشينو أوياما
ملاك. لكنها تحب ان تجعل الرجال يقبلون بعضهم
أكاني هياما (緋山 茜 Hiyama Akane)
أداء صوتي: مانامي نوماكورا
فتاة مشتهدة في قسم سيجي. دائما ما تريد ان تقتله عندما تراه يتحدث مع فتاة غيرها
يوزو كيتشوغازاكي (黄蝶ヶ崎 袖 Kichougasaki Yuzu)
أداء صوتي: يوكي ناغانو
شقيقة أكاني صغيرة من أبيها. و واقعة في حب اختها وتريد ان تدخل معها في علاقة (زنا محارم )
شيكيمي شيراميني (白峰 樒 Shiramine Shikimi)
أداء صوتي: يومي هارا
ابنة خالة أكاني ويوزو، قررت دخول لمدرسة سيجي لتفرق بين سيجي وأكاني.
أكوا أينو (藍野 あくあ Aino Akua)
أداء صوتي: ريه تاكاهاشي
أخت سيجي الصغرى. لا تهتم باخيها وتظن انه اخرق كبير
كوراري (コラリ)
أداء صوتي: نوبويوكي هياما
رئيس غوري.
كاميساما (神様)
أداء صوتي: هوتشو أوتسكا
إله حالي وأيضا أب غوري.
ماوو (魔王)
أداء صوتي: تاكيهيتو كوياسو
ملك الجحيم الحالي. في أصل، الجحيم حكمته مافورو (أم غوري).
تارو تسوروكا (鶴岡 太郎 Tsuruoka Tarō)
أداء صوتي: ياسواكي تاكومي
مراقب وسائق يوزو، عين من طرف أمها
ستولاس (ストラス Sutorasu)
أداء صوتي: كينيو هوريوتشي
معروف للعامة في مدينة سيجي بالشيطان ستولاس.
مافورو (マヴロ)
أداء صوتي: يوكاري تامورا
أم غوري.
سو هياما (緋山 蘇芳 Hiyama Suo)
أداء صوتي: ساياكا أوهارا
أم أكاني.
أميشا كيتشوغاساكي (黄蝶ヶ崎 アメイシャ Kichougasaki Ameisha)
أداء صوتي: رينا ساتو
أم يوزو.

## وصلات خارجية
- الموقع الرسمي
- الموقع الرسمي
- طاغية الحب على موقع ANN manga (الإنجليزية)

 (بالإنجليزية)